# Ijiel Protti
Ijiel César Protti (Arteaga, Provincia de Santa Fe, Argentina; 31 de enero de 1995) es un futbolista argentino. Se desempeña como delantero y actualmente juega en el Atlético Rafaela, en el Torneo Federal A.

## Trayectoria

### Rosario Central
Fichó en el club Rosario Central el 18 de marzo de 2008 a sus 13 años jugando gran parte de las divisiones inferiores como volante ofensivo. En las inferiores de AFA jugó un total de 117 partidos los cuales 113 fue titular y marcó 50 goles. Hugo Galloni lo hizo debutar en la división reserva el 2 de octubre de 2013. Jugando como media-punta en 59 partidos marcando 20 goles. Tuvo su debut en primera división en la posición de delantero el 7 de junio de 2015 el entrenador Eduardo Coudet dispuso su ingreso a los 75' en reemplazo de Damián Musto. Jugó su segundo partido como suplente frente a Sociedade Esportiva Palmeiras el 3 de marzo de 2016 a los 86´ reemplazando a Gustavo Colman. Es considerado un delantero rápido que se mueve por todo el frente de ataque.
En 2017, en su retorno al club, se convirtió en el máximo goleador de la Copa Santa Fe 2017 marcando 5 tantos. Pero aun así, no pudo jugar el partido final ya que fue vendido antes de la consagración de su club en dicho certamen.
En 2018 vence su contrato con Chacarita Juniors y vuelve nuevamente a su club de origen.

### Club Atlético Talleres
El 30 de julio del 2016 fue cedido a préstamo con opción de compra al Club Atlético Talleres (Córdoba). Se desempeñó en la división de reserva jugando un total de 10 partidos y marcando 6 goles.

### Club Atlético Chacarita Juniors
En agosto de 2017 firmó contrato para desempeñarse como delantero en Chacarita Juniors.

### Club Atlético Tigre
En 2021 se incorpora al Club Atlético Tigre, donde se afirma cómo titular y es figura destacada en la obtención del Campeonato de Primera Nacional. 

## Estadísticas

### Clubes
Actualizado de acuerdo al último partido jugado el 28 de enero de 2023.
| Club                            | Div.          | Temporada     | Liga  | Liga  | Liga   | Copas nacionales | Copas nacionales | Copas nacionales | Torneos internacionales | Torneos internacionales | Torneos internacionales | Total | Total | Total  |
| Club                            | Div.          | Temporada     | Part. | Goles | Asist. | Part.            | Goles            | Asist.           | Part.                   | Goles                   | Asist.                  | Part. | Goles | Asist. |
| ------------------------------- | ------------- | ------------- | ----- | ----- | ------ | ---------------- | ---------------- | ---------------- | ----------------------- | ----------------------- | ----------------------- | ----- | ----- | ------ |
| C. A. Rosario Central Argentina | 1.ª           | 2015          | 1     | 0     | 0      | —                | —                | —                | —                       | —                       | —                       | 1     | 0     | 0      |
| C. A. Rosario Central Argentina | 1.ª           | 2016          | 3     | 0     | 0      | —                | —                | —                | 1                       | 0                       | 0                       | 6     | 1     | 0      |
| C. A. Rosario Central Argentina | Total club    | Total club    | 4     | 0     | 0      | 0                | 0                | 0                | 1                       | 0                       | 0                       | 5     | 0     | 0      |
| Chacarita Juniors Argentina     | 1.ª           | 2017-18       | 6     | 0     | 0      | —                | —                | —                | —                       | —                       | —                       | 6     | 0     | 0      |
| Chacarita Juniors Argentina     | Total club    | Total club    | 6     | 0     | 0      | 0                | 0                | 0                | 0                       | 0                       | 0                       | 6     | 0     | 0      |
| Villa Dálmine Argentina         | 2.ª           | 2018-19       | 24    | 9     | 1      | 1                | 0                | 0                | —                       | —                       | —                       | 25    | 9     | 1      |
| Villa Dálmine Argentina         | Total club    | Total club    | 24    | 9     | 1      | 1                | 0                | 0                | 0                       | 0                       | 0                       | 25    | 9     | 1      |
| Atlético Rafaela Argentina      | 2.ª           | 2019-20       | 20    | 7     | 0      | —                | —                | —                | —                       | —                       | —                       | 20    | 7     | 0      |
| Atlético Rafaela Argentina      | Total club    | Total club    | 20    | 7     | 0      | 0                | 0                | 0                | 0                       | 0                       | 0                       | 20    | 7     | 0      |
| C. A. Tigre Argentina           | 2.ª           | 2020          | 7     | 2     | 2      | —                | —                | —                | 3                       | 0                       | 1                       | 10    | 2     | 3      |
| C. A. Tigre Argentina           | 2.ª           | 2021          | 29    | 5     | 8      | 3                | 1                | 0                | —                       | —                       | —                       | 32    | 6     | 8      |
| C. A. Tigre Argentina           | 1.ª           | 2022          | 22    | 1     | 1      | 18               | 1                | 1                | —                       | —                       | —                       | 40    | 2     | 2      |
| C. A. Tigre Argentina           | 1.ª           | 2023          | 1     | 0     | 0      | —                | —                | —                | —                       | —                       | —                       | 1     | 0     | 0      |
| C. A. Tigre Argentina           | Total club    | Total club    | 59    | 8     | 11     | 21               | 2                | 1                | 3                       | 0                       | 1                       | 83    | 10    | 13     |
| Total carrera                   | Total carrera | Total carrera | 113   | 24    | 12     | 22               | 2                | 1                | 4                       | 0                       | 1                       | 139   | 26    | 14     |
| 1. 2. 3.                        |               |               |       |       |        |                  |                  |                  |                         |                         |                         |       |       |        |

## Palmarés

#### Torneos regionales
| Competición   | Club            | Provincia | Año      |
| ------------- | --------------- | --------- | -------- |
| Copa Santa Fe | Rosario Central | Santa Fe  | 2017 (*) |

(*) Fue vendido antes de la consagración.

#### Torneos nacionales
| Competición                | Club     | País      | Año  |
| -------------------------- | -------- | --------- | ---- |
| Torneo de Reserva          | Talleres | Argentina | 2017 |
| Torneo de Primera Nacional | Tigre    | Argentina | 2021 |

## Distinciones individuales
| Distinción                          | Año  |
| ----------------------------------- | ---- |
| Máximo goleador de la Copa Santa Fe | 2017 |